# Dar Cherifa

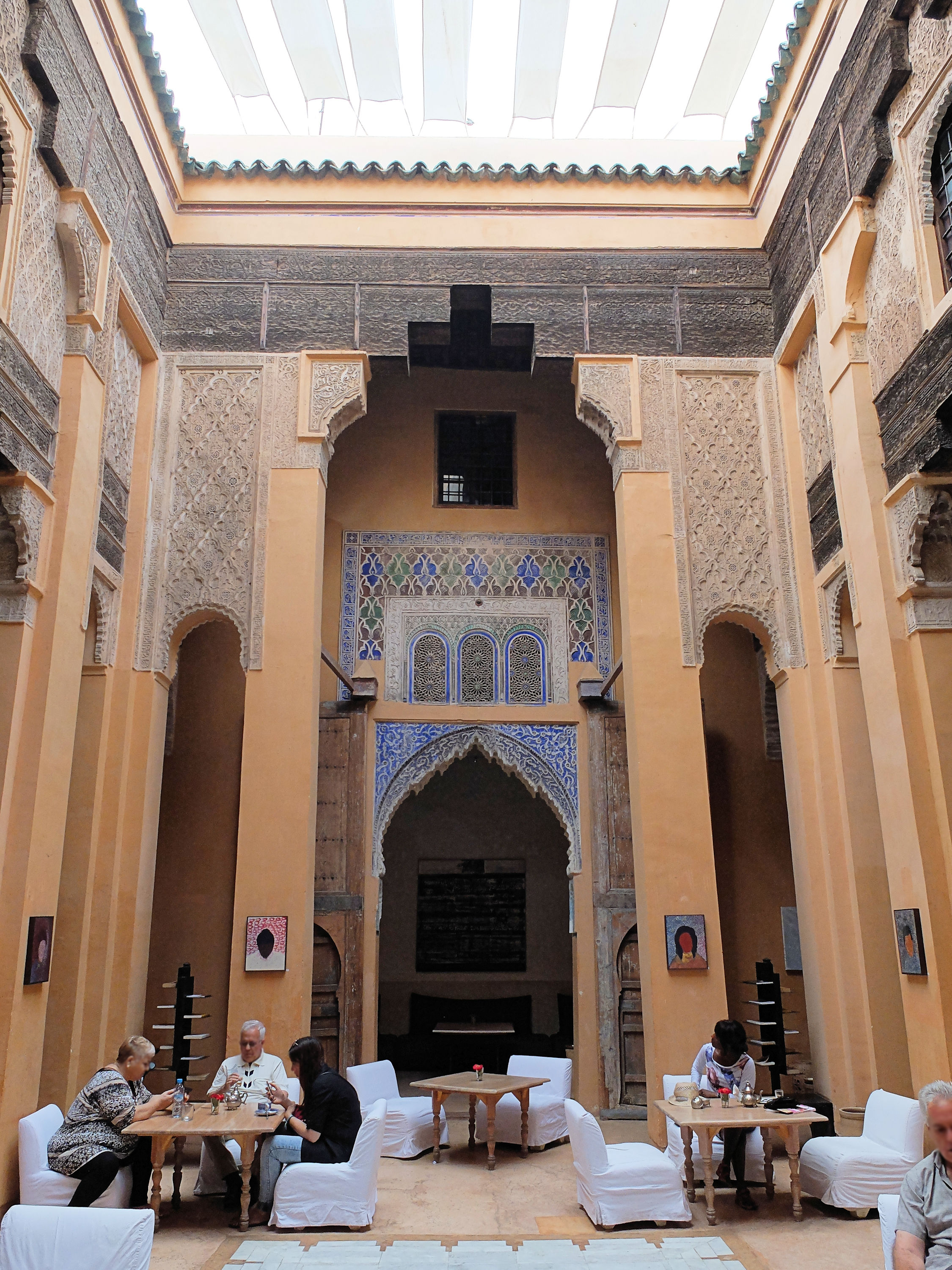
Le patio central de la demeure en 2015.

Dar Cherifa, historiquement connue sous le nom de Dar Cherifa, est un riad historique datant de la fin du XVIe siècle, situé dans la médina de Marrakech, au Maroc. Elle est située dans le quartier Mouassine et est l'une des rares demeures de l'époque saadienne encore en bon état de conservation. Ces dernières années, le riad a été restauré. Il abrite désormais café-restaurant, une galerie d'art et un espace culturel.

## Histoire
Le riad date de l'époque saadienne, plus précisément de la seconde moitié du XVIe siècle, peut-être du règne du sultan Abdallah el-Ghalib, son style et sa décoration présentant une grande similitude avec celle de monuments contemporains comme la médersa Ben Youssef. Cela coïnciderait également avec les grands projets de construction d'al-Ghalib dans le quartier de Mouassine, qui ont vu l'ancien quartier juif déplacé (déménagé dans le nouveau Mellah) , ouvrant la voie à l'aménagement du quartier de Mouassine autour de la nouvelle mosquée du même nom. La richesse de la décoration de la maison laisse supposer qu'elle a été construite par une famille aristocratique ou aisée. C'est l'une des rares maisons historiques de la ville qui datent de cette période - avec le Dar al-Masluhiyyin et le Dar al-Mas'udiyyin en ruine - ce qui en fait à son tour l'une des plus anciennes maisons du genre à Marrakech,,. La maison était connue jusqu'à récemment sous le nom de Dar Cherifa, du nom de la famille qui y vivait,:64. Il a été restauré en 2000 par Abdelatif Aït Ben Abdallah et ouvert depuis comme café et lieu culturel,,.

## Architecture
La maison est située dans un petit derb (ruelle) appelé Derb Chorfa Lakbir, à l'ouest de la mosquée Mouassine,:64. La conception du riad perpétue les formes traditionnelles des demeures de la dynastie précédente, celles des Mérinides. Le rez-de-chaussée dispose d'une bonne hauteur sous plafond tandis que celle de l'étage supérieur est restreinte. Les deux niveaux sont disposés autour du traditionnel patio central. Douze piliers sont disposés par groupes de trois à chaque coin de la cour, formant une galerie peu profonde autour d'elle. Les espaces étroits entre les piliers d'un même groupe sont ornés de petits arcs en plein cintre surmontés de zones verticales à décor de stuc sculpté. Les ouvertures beaucoup plus larges entre les groupes de piliers sont comblées par des arcs en encorbellement constitués de linteaux en bois de cèdre sculpté. Sur deux côtés de la cour se faisant face, les arcs en encorbellement sont situés au-dessus de la cour et permettent une vue imprenable sur les portes hautes et ornées menant aux pièces autour de la cour. Ces portes sont constituées d'arcs en lambrequin avec un intrados sculpté en muqarnas . Sur les deux autres côtés de la cour, les arcs en encorbellement sont plus bas et sont surmontés d'un large panneau décoratif en stuc percé d'une fenêtre cintrée provenant des pièces de l'étage supérieur.
Les hautes portes donnant sur la cour sont soulignées d'autres décorations en stuc au-dessus de l'arc, y compris trois fausses fenêtres sculptées de motifs géométriques, placées dans plusieurs cadres rectangulaires remplis d'autres motifs arabesques ou coufiques. Les zones de décor en stuc des façades de la galerie de la cour présentent des motifs de sebka riches en arabesques, dans un style très proche du décor en stuc de la madrasa Ben Youssef édifiée sous Abdallah al-Ghalib. Des inscriptions arabes à connotation religieuse se trouvent gravées sur les linteaux en bois et certains des éléments en stuc.

## Galerie

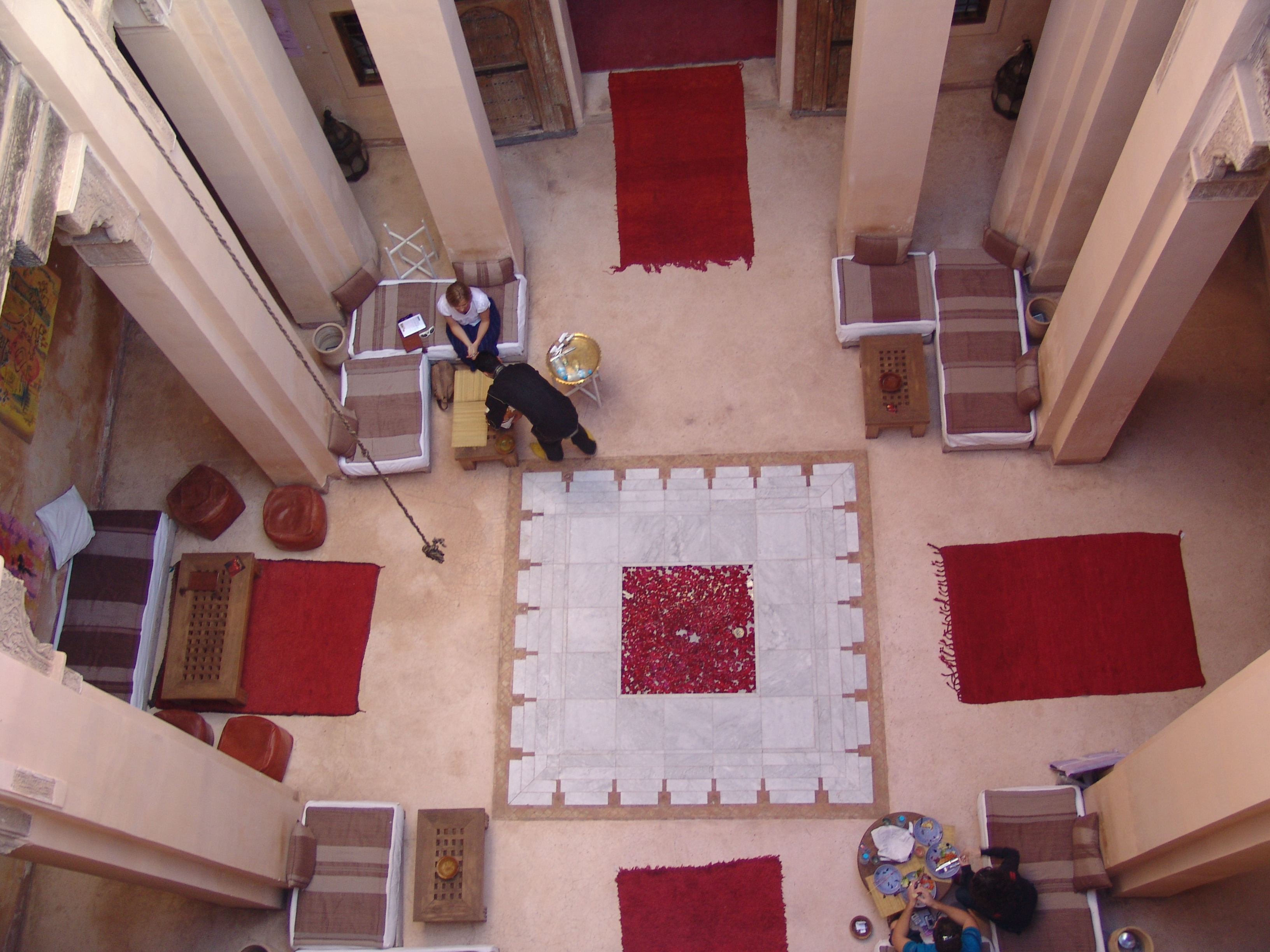
Vue en surplomb du patio
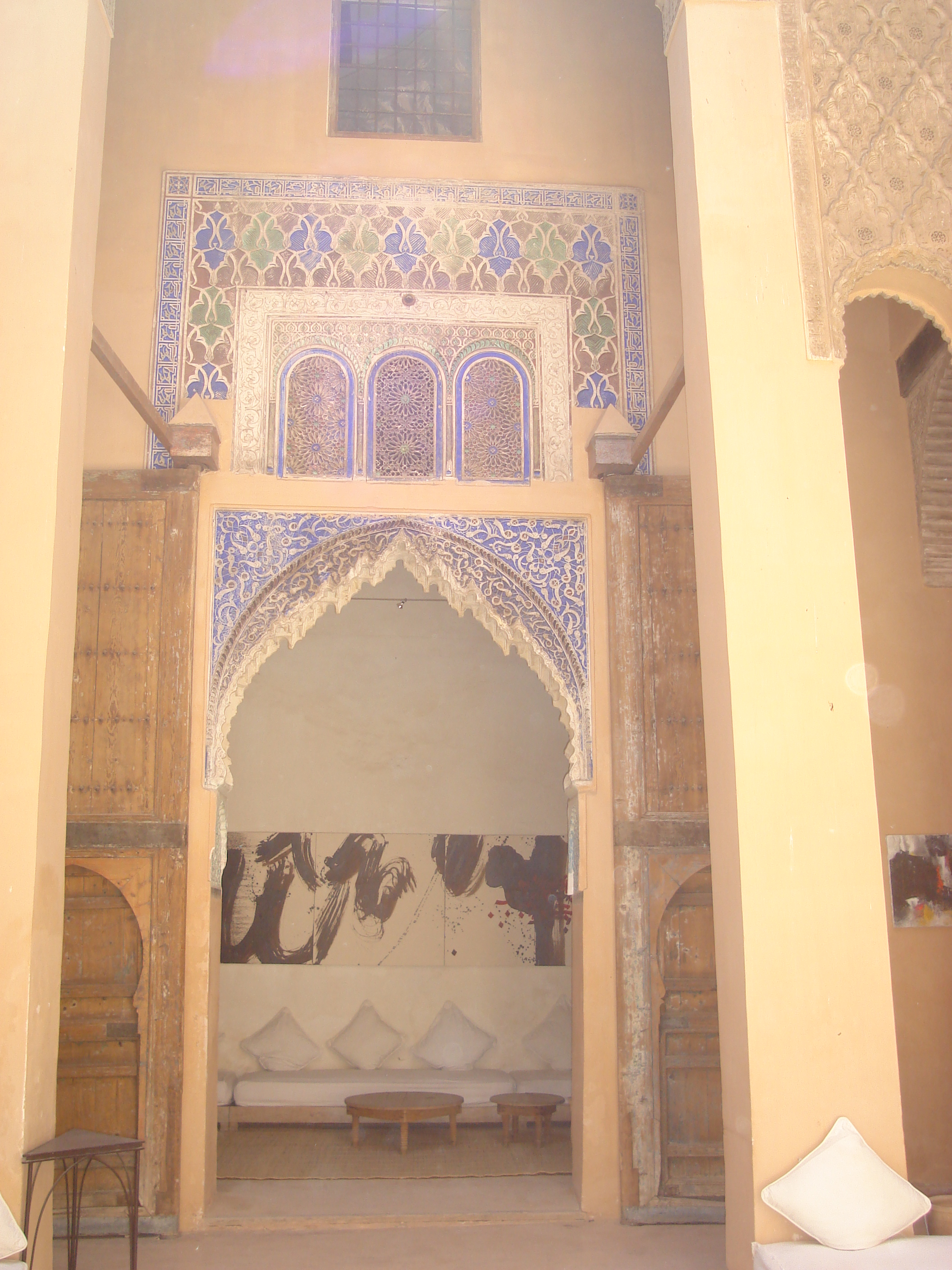
Détail d'une porte
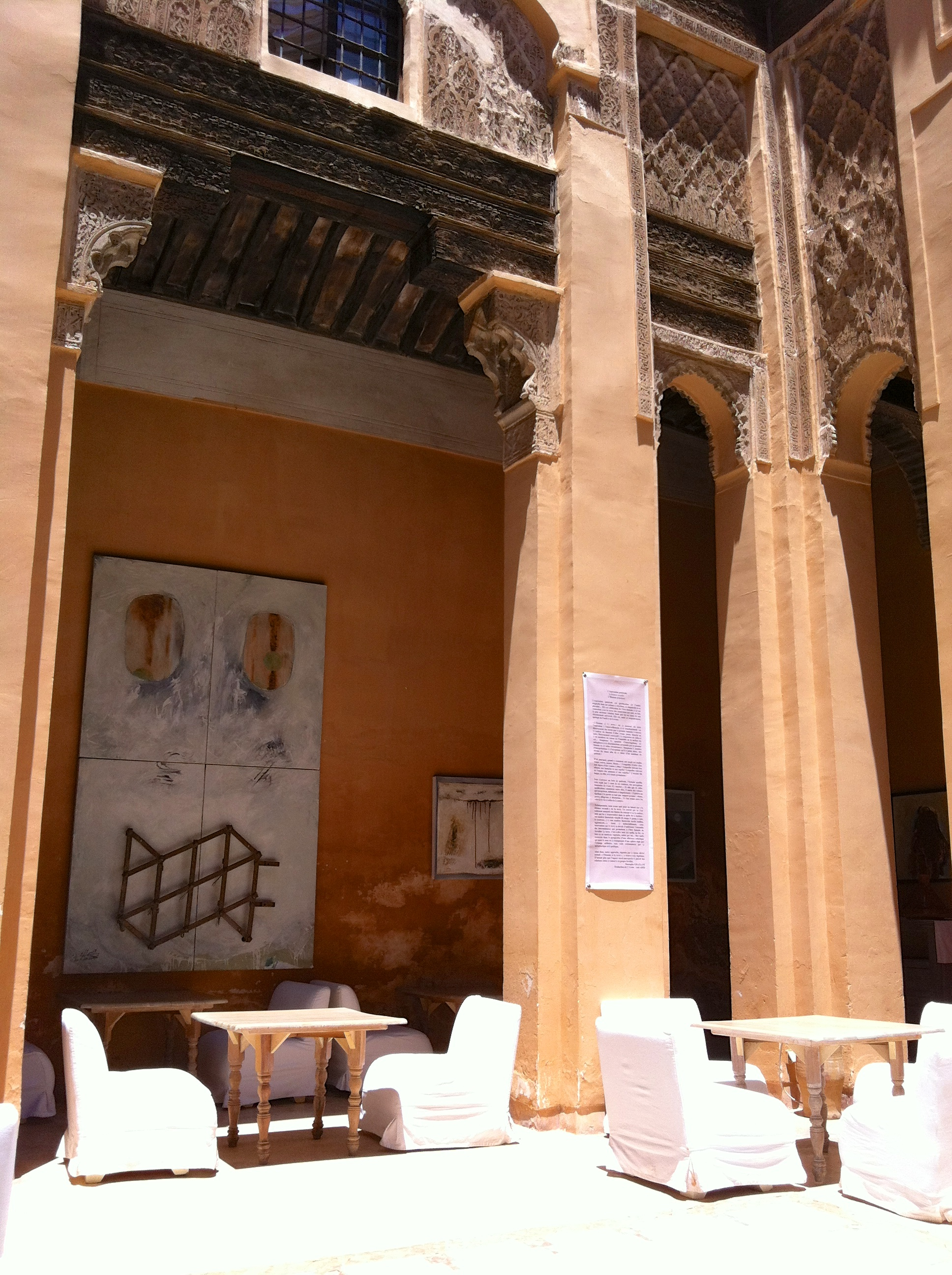
Le patio et les galeries alentour
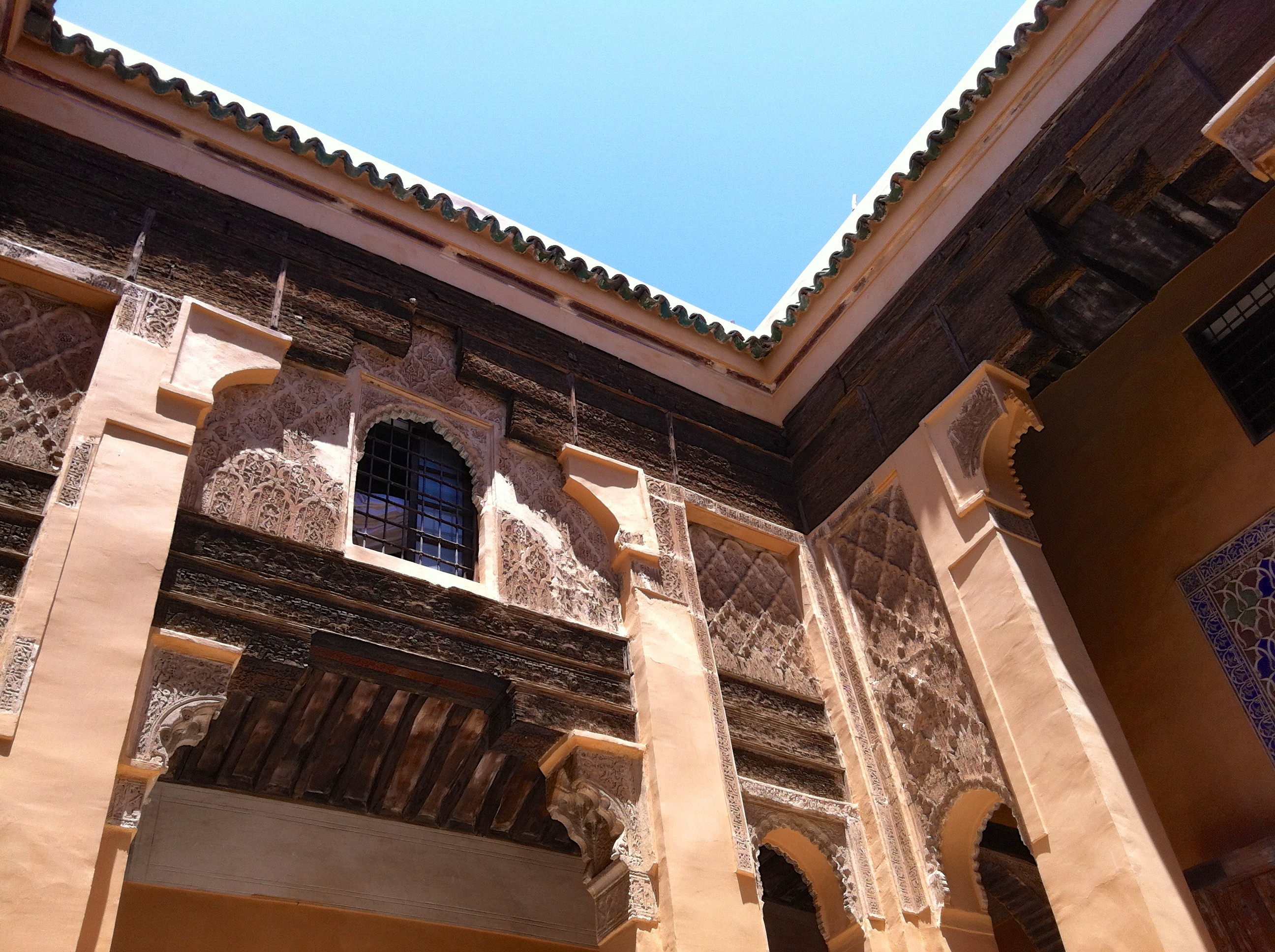
Ornements de la partie haute du patio